# Iglesia de San Bartolomé (Bienservida)
La iglesia de San Bartolomé es un templo católico del municipio español de Bienservida, en la provincia de Albacete. Cuenta con el estatus de Bien de Interés Cultural.

## Descripción
La iglesia de San Bartolomé, construida en el siglo XVI y en la que se mezclan diversos estilos, está ubicada en el número 5 de la plaza de la Constitución de la localidad albaceteña de Bienservida, en Castilla-La Mancha.
Fue declarada Bien de Interés Cultural con la categoría de monumento el 1 de febrero de 1991, mediante un real decreto publicado el día 6 de ese mismo mes en el Boletín Oficial del Estado, con la rúbrica de Juan Carlos I y del entonces ministro de Cultura Jorge Semprún.